# 高取郵便局
高取郵便局（たかとりゆうびんきょく）
- 奈良県高市郡高取町にある郵便局。本記事にて記述する。

高取簡易郵便局（たかとりかんいゆうびんきょく）
- 福岡県大牟田市にある簡易郵便局。局番号は74853。

高取郵便局（たかとりゆうびんきょく）は、奈良県高市郡高取町にある郵便局。民営化前の分類では集配特定郵便局であった。

## 概要
住所：〒635-0199 奈良県高市郡高取町観覚寺1469

## 沿革
- 1872年2月3日（明治4年12月25日） - 土佐（とさ）郵便取扱所として開設[1]。
- 1875年（明治8年）1月1日 - 土佐郵便局となる。
- 1885年（明治18年）10月1日 - 貯金取扱を開始。
- 1890年（明治23年）12月16日 - 為替取扱を開始。
- 1903年（明治36年）2月1日 - 土佐郵便電信局となる。
- 1903年（明治36年）4月1日 - 通信官署官制の施行に伴い土佐郵便局となる。
- 1906年（明治39年）1月1日 - 高取郵便局に改称
- 1956年（昭和31年）3月1日 - 掖上郵便局[2]から電報配達事務の一部[3]を移管[4]。
- 1968年（昭和43年）5月26日 - 電話交換および和文電報配達業務を高取電報電話局に移管。
- 1975年（昭和50年）3月24日 - 葛郵便局（御所市）[5]から、担当していた集配業務の一部（高市郡高取町域）[6]を移管。
- 2007年（平成19年）3月5日 - ゆうゆう窓口（郵便時間外窓口）を廃止し、配達センター局に移行。
- 2007年（平成19年）10月1日 - 民営化に伴い、併設された郵便事業橿原支店高取集配センターに一部業務を移管。
- 2012年（平成24年）10月1日 - 日本郵便株式会社発足に伴い、郵便事業橿原支店高取集配センターを高取郵便局に統合。

## 取扱内容
- 郵便、印紙、ゆうパック、内容証明
- 貯金、為替、振替、振込、国際送金、国債
- 生命保険、バイク自賠責保険
- ゆうちょ銀行ATM
- 高市郡高取町域（〒635-01xx区域）の集配業務

## 風景印
- 図案は壷阪寺と匂いの花園、沢市お里像。局名表記は「奈良　高取」
- 使用開始日は1981年（昭和56年）3月10日

## 周辺
- 高取町役場
- キトラ古墳
- 国道169号

## アクセス
- 近鉄吉野線 壺阪山駅から南東へ約200m（徒歩約5分）
- 奈良交通 壺阪山駅停留所にて下車
- 駐車場なし